# Thomas Maas
Thomas Johannes Jordanus Maas ('s-Hertogenbosch, 28 januari 1853 – Tilburg, 11 februari 1917) was een Nederlands organist en componist.
Hij was zoon van Jacobus Maas en Johanna van Susanten en gehuwd met Josephina Ida Maria Jongen. 
Maas was muziekleraar in 's-Hertogenbosch. Hij was voorts vanaf 1872 organist bij de Congregatie van de Kruiskerk als ook van de Kruiskerk zelf. Hij werd organist van de Sint Josephkerk (paterskerk van redemptoristen) en dirigent van het Sint Alphonsuskoor. Hij schreef enkele werken zoals cantates, een Cantica Sacra en motetten etc. Een drietal daarvan is uitgegeven door Friedrich Pustet in Regensburg:
- opus 2: Missa Brevis voor vier mannenstemmen en orgel (1889)
- opus 4; Te Deum laudamus voor vier mannenstemmen en orgel (1891)
- opus 7: Laudes sacramentales (1892).

Maas was ridder in de orde van de Heilige Gregorius en jarenlang bestuurslid van de Nederlandse Sint-Gregoriusvereniging in 's-Hertogenbosch.  